# Le Plan-de-la-Tour
Le Plan-de-la-Tour este o comună în departamentul Var din sud-estul Franței. În 2019 avea o populație de 3.048 de locuitori.

## Evoluția populației
| An        | 1975  | 1982  | 1990  | 1999   | 2006   | 2009   |
| --------- | ----- | ----- | ----- | ------ | ------ | ------ |
| Populație | 6.938 | 7.900 | 9.704 | 10.975 | 10.603 | 11.455 |